# Dieter Giebken
Dieter Giebken (* 9. Dezember 1959 in Münster) ist ein ehemaliger deutscher Radrennfahrer.

## Leben und Karriere
Schon der Vater von Dieter Giebken, „Bubi“ Giebken, war Radsportler, er trainierte seinen Sohn bis 1974, anschließend wurde dieser von Rüdiger Rabenstein betreut. Giebken war Mitglied des „Post SV Münster“. Er errang 20 Deutsche Meistertitel.
1979, 1981 und 1982 wurde Giebken Vize-Weltmeister im Tandemrennen der Amateure, 1979 mit Hans Peter Reimann, 1981 und 1982 jeweils gemeinsam mit Fredy Schmidtke. 1983 belegten die beiden gemeinsam den dritten Platz. Schmidtke wurde wegen Dopings deklassiert; diese Entscheidung wurde im November desselben Jahres jedoch vom Weltradsportverband Union Cycliste Internationale (UCI) revidiert. 1985 wurde Dieter Giebken Dritter bei der Bahn-WM im Keirin und 1986 Vize-Weltmeister. Von den internationalen Sprinterturnieren gewann er 1984 den Großen Preis von Büttgen.
Er wurde vom Sportbund der Stadt Münster beim Ball des Sports 1978 als Sportler des Jahres ausgezeichnet.